# José Feans
José Feans (ur. 24 kwietnia 1912) – urugwajski bokser.
Uczestniczył w Letnich Igrzyskach Olimpijskich, w 1936 roku, przegrał w ćwierćfinałach w wadze ciężkiej z Guillermo Lovellem.